# Chandata aglaja
Chandata aglaja är en fjärilsart som beskrevs av Kishida och Yoshimoto 1978. Chandata aglaja ingår i släktet Chandata och familjen nattflyn. Inga underarter finns listade i Catalogue of Life.

## Bildgalleri

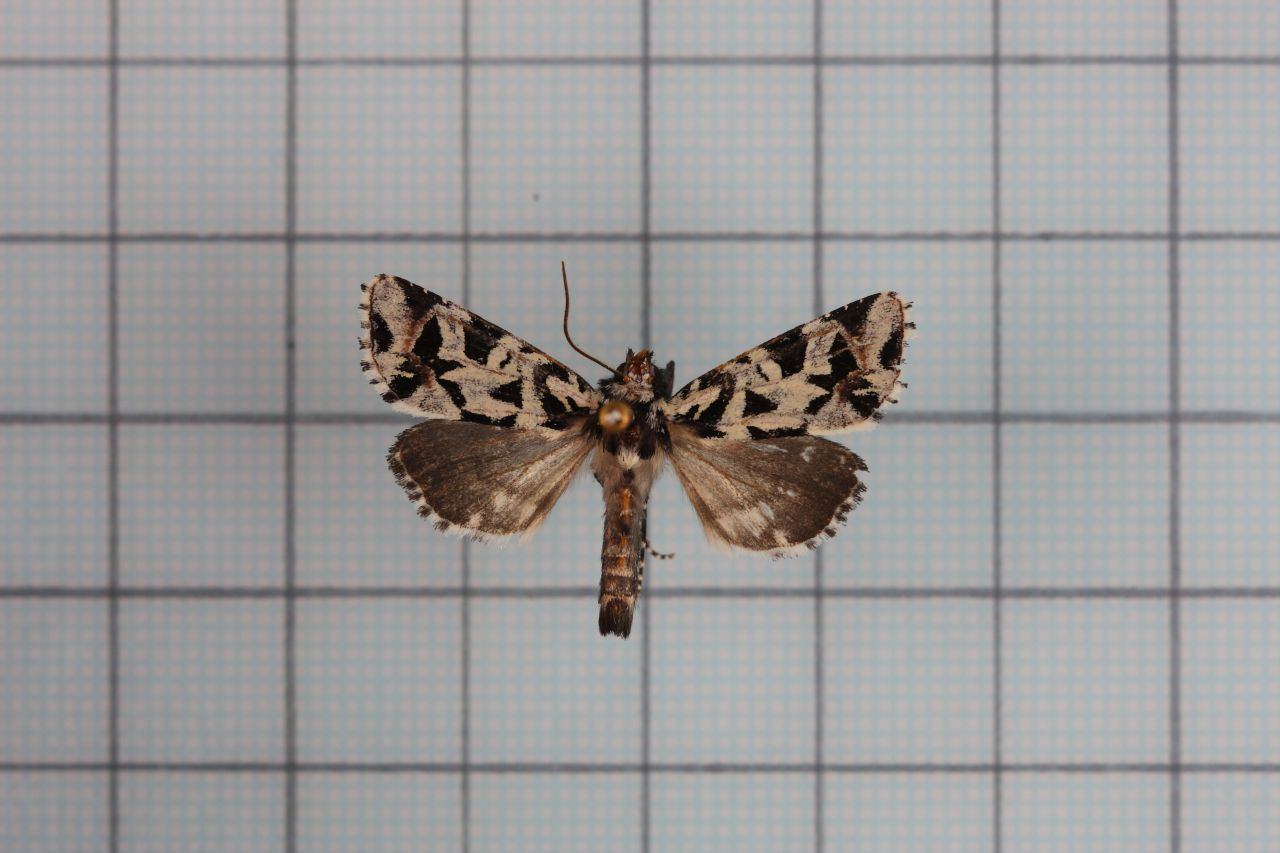